# Den hemmelige smerte
Den hemmelige smerte (originaltitel: Omskæringens forbandelser) er en dansk dokumentarfilm fra 2006 af instruktør Mette Knudsen, produceret af Angel Films.
Filmens tema der er kvindelig omskæring (kønslemlæstelse), omhandler pigen Kate Kendel der oprindeligt kom fra Sierra Leone, men siden 1978 har været bosat i Danmark – hendes liv I Danmark og rejse tilbage til Sierra Leone. Kate Kendel kom som 8-årig til at leve som plejebarn hos forskellige missionærer I både Sierra Leone og Skandinavien, indtil hun som 16-årig kom tilbage til sin rigtige familie – hvor hun straks blev omskåret – fik skåret klitoris samt indre og ydre skamlæber væk. Nu 30 år senere, tager Kate Kendel tilbage for at komme nærmere det overgreb hun selv og de fleste andre pigebørn i Sierra Leone bliver udsat for. Eftersom Kate selv er omskåret og fra Sierra Leone formår hun at komme helt tæt på og få nogle unikke optagelser af ceremonierne og ritualerne omkring kvindelig omskæring – om end selve omskærelsen ikke vises.
Filmen fik fire stjerner af Politiken, Berlingske Tidende, Berlingske Tidende, Kristeligt Dagblad, MetroXpress og Cinemazone.
På baggrund af filmen blev Mette Knudsen og Kate Kendel tildelt Amnesty Internationals menneskerettighedspris for at producere en film der "på unik vis sætter fokus på et udbredt overgreb mod kvinder. Filmen afdækker, at kvindelig omskæring er overgreb, der bunder i fattigdom, overtro og traditioner.".